# Adolfo Lagos Escalona
Adolfo Lagos Escalona (Madrid, 18 de agosto de 1907-Madrid, 13 de junio de 1980) fue un político español.

## Biografía
Nacido en seno de una familia de tradición católica y conservadora, sin embargo, militaría en los ambientes políticos de izquierda. Llegaría a afiliarse al Partido Comunista de España (PCE). En su juventud trabajó en Madrid para la compañía ferroviaria MZA. Tras el estallido de la Guerra civil se unió a las fuerzas republicanas, pasando a formar parte del comisariado político del Ejército Popular de la República. Durante el transcurso de la contienda llegó a ejercer como comisario de la 35.ª Brigada Mixta y de la 3.ª División. Tras el final de la contienda marchó al exilio, trasladándose a la Unión Soviética, donde contrajo matrimonio con Alicia Cabezas Pérez.
No regresaría a España hasta 1976, tras la muerte de Franco. Falleció en Madrid en 1980.